# Wydział Nauk o Żywności i Żywieniu Uniwersytetu Przyrodniczego w Poznaniu
Wydział Nauk o Żywności i Żywieniu Uniwersytetu Przyrodniczego w Poznaniu – jednostka naukowo-dydaktyczna Uniwersytetu Przyrodniczego w Poznaniu, utworzona w 1962 roku pod nazwą Wydziału Technologii Rolno-Spożywczej. W roku 1973 nastąpiła zmiana nazwy na Wydział Technologii Żywności, by ostatecznie w roku 2004 przyjąć aktualną Wydział Nauk o Żywności i Żywieniu.

## Kierunki kształcenia
Dostępne kierunki:
- Dietetyka (studia I i II stopnia)
- Jakość i bezpieczeństwo żywności (studia I stopnia)
- Projektowanie żywności (studia I stopnia)
- Technologia żywności i żywienie człowieka (studia I i II stopnia)

## Władze Wydziału
W kadencji 2024–2028:
| Stanowisko                        | Imię i nazwisko                   |
| --------------------------------- | --------------------------------- |
| Dziekan                           | prof. dr hab. inż. Paweł Cyplik   |
| Prodziekan ds. finansów i rozwoju | prof. dr hab. Magdalena Rudzińska |
| Prodziekan ds. studiów            | prof. dr hab. Joanna Bajerska     |
| Prodziekan ds. studiów            | dr hab. Róża Biegańska-Marecik    |
| Prodziekan ds. studiów            | dr Maciej Kuligowski              |

## Struktura organizacyjna
| Katedra                                                      | Kierownik                                      |
| ------------------------------------------------------------ | ---------------------------------------------- |
| Katedra Biochemii i Analizy Żywności                         | dr hab. inż. Dorota Piasecka-Kwiatkowska       |
| Katedra Biotechnologii i Mikrobiologii Żywności              | dr hab. inż. Wojciech Białas                   |
| Katedra Fizyki i Biofizyki                                   | prof. dr hab. Hanna Maria Baranowska           |
| Katedra Mleczarstwa i Inżynierii Procesowej                  | dr hab. inż. Dorota Cais-Sokolińska            |
| Katedra Technologii Gastronomicznej i Żywności Funkcjonalnej | prof. dr hab. inż. Anna Gramza-Michałowska     |
| Katedra Technologii Mięsa                                    | dr hab. inż. Mirosława Krzywdzińska-Bartkowiak |
| Katedra Technologii Żywności Pochodzenia Roślinnego          | prof. dr hab. inż. Magdalena Rudzińska         |
| Katedra Zarządzania Jakością i Bezpieczeństwem Żywności      | dr hab. Renata Cegielska-Radziejewska          |
| Katedra Żywienia Człowieka i Dietetyki                       | prof. dr hab. Agata Chmurzyńska                |